# Paolo Troubetzkoy

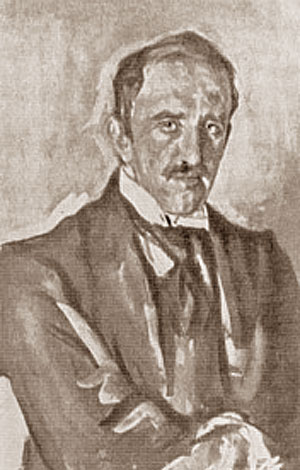
Walentin Serow: Porträt von Paolo Troubetzkoy

Paolo Troubetzkoy (russisch Павел Петрович Трубецкой, Pawel Petrowitsch Trubezkoi, wiss. Transliteration Pavel Petrovič Trubeckoj; * 15. Februar 1866 in Intra, Lago Maggiore; † 12. Februar 1938 in Pallanza, Lago Maggiore) war ein italienischer Bildhauer russischer Herkunft.

## Leben und Wirken
Troubetzkoy war der mittlere der drei außerehelichen Söhne des russischen Emigranten Fürst Pjotr Petrowitsch Troubetzkoy (1822–1892). Ihre Mutter war Ada Winans (1835–1917) aus den USA, die zum Gesangsstudium nach Florenz gekommen war. Er war Autodidakt, hat lebensgroße Figuren, Plastiken und Porträts aus Bronze und Gips hergestellt und wurde von Auguste Rodin beeinflusst.
Die erste Ausstellung seiner Werke fand 1886 in den USA statt. Als bereits bekannter Bildhauer kam er 1896 nach Russland. Dort wurde er von seinen Vettern, dem hohen Staatsbeamten Pjotr Nikolajewitsch Trubezkoi (1858–1911) und dem Religionsphilosophen Sergei Nikolajewitsch Trubezkoi (1862–1905), gefördert, was bald nicht mehr nötig war. In St. Petersburg beteiligte er sich an einer Ausstellung der Mir Iskusstwa, auf der er insbesondere eine Porträtskulptur des Malers Isaak Iljitsch Lewitan zeigte. Er gewann mit seinem Projekt den Wettbewerb für das Denkmal für Alexander III., das dann in St. Petersburg nach der Russischen Revolution 1905 mit dem Architekten Fjodor Ossipowitsch Schechtel errichtet wurde (1899–1909). Dies war nur möglich dank der Unterstützung der Witwe Alexanders III.
Maria Fjodorowna, da viele Mitglieder der kaiserlichen Familie die Skulptur als Karikatur empfanden und gegen die Aufstellung des Denkmals waren. Bereits vor Einweihung des Denkmals verließ Troubetzkoy 1906 Russland. Nach der Einweihung 1909 befand sich Troubetzkoy 1910 in St. Petersburg, wo der strenge Vegetarier Trubezkoy durch ein vegetarisches Abendessen der Fürstin Tarchanowa mit Ilja Jefimowitsch Repin, Anatoli Fjodorowitsch Koni und Ilja Jakowlewitsch Ginzburg geehrt wurde. Im gleichen Jahr wurde er Mitglied der Peredwischniki.
1912 nahm Troubetzkoy an den Kunstwettbewerben der Olympischen Spiele in Stockholm teil. 1913 stellte er seine Werke in Rom aus. 1914 reiste er in die USA, wo er dann wegen des Ersten Weltkrieges bis 1921 blieb. Troubetzkoy kaufte sich in Hollywood ein kleines Haus und baute sich ein Atelier. Er führte Ausstellungen in New York City, Philadelphia, Chicago und San Francisco durch. Nach Troubetzkoys Projekten wurden 1919 in San Francisco ein Dante-Denkmal und 1920 in Los Angeles ein Denkmal für Harrison Gray Otis errichtet.
1921 ließ sich Troubetzkoy in Paris nieder. Dort starb 1927 seine schwedische Frau Elin Sundström. 1932 kehrte Troubetzkoy nach Italien zurück.
Er war mit Leo Tolstoi und G. B. Shaw befreundet, die er beide porträtierte. Die Stadt Pallanza am Lago Maggiore hat ein Museum eingerichtet, in dem viele seiner Werke im Original zu sehen sind.

## Werke

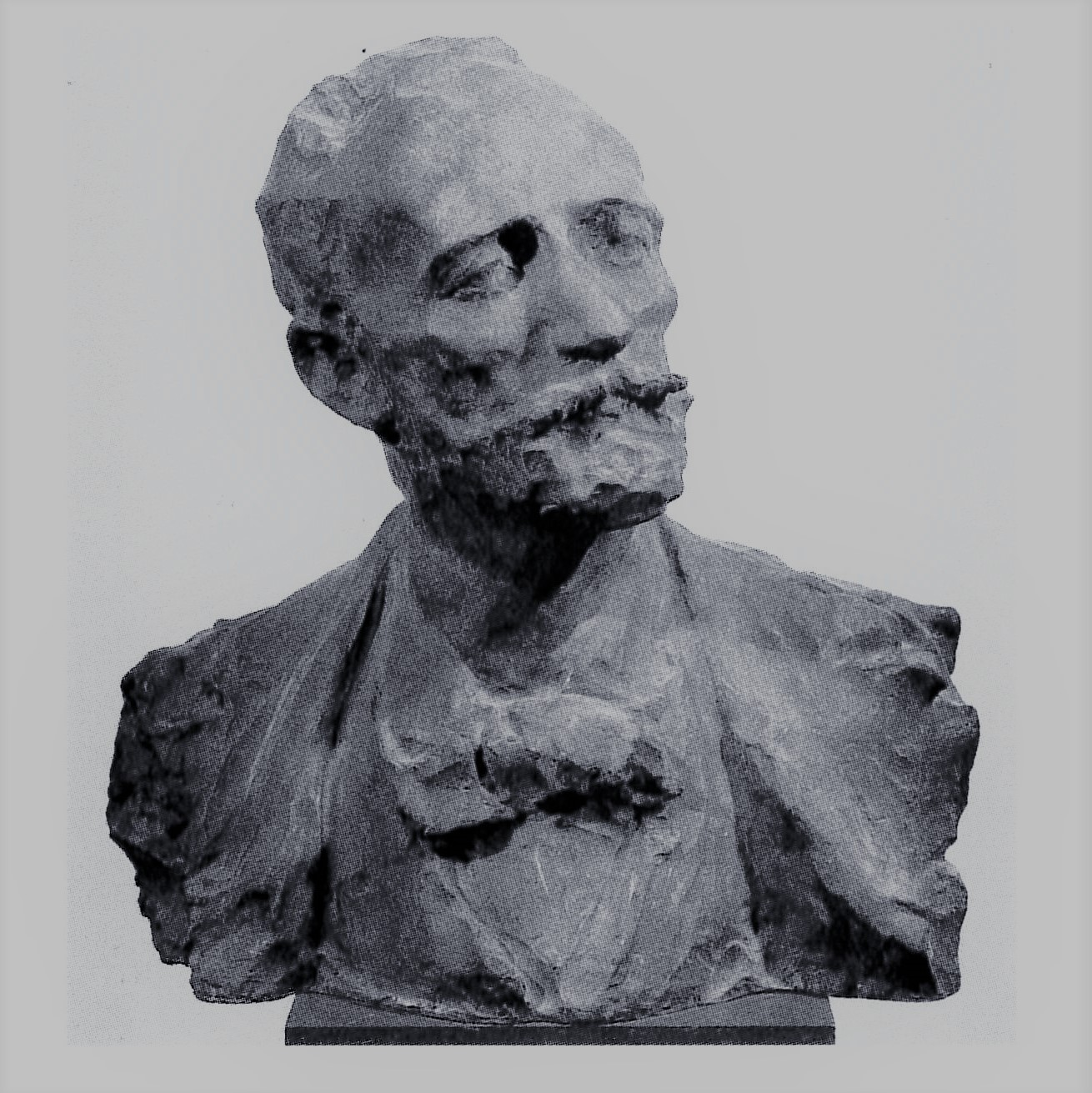
Francesco Filippini (1895), Galleria d’Arte Moderna (Mailand)
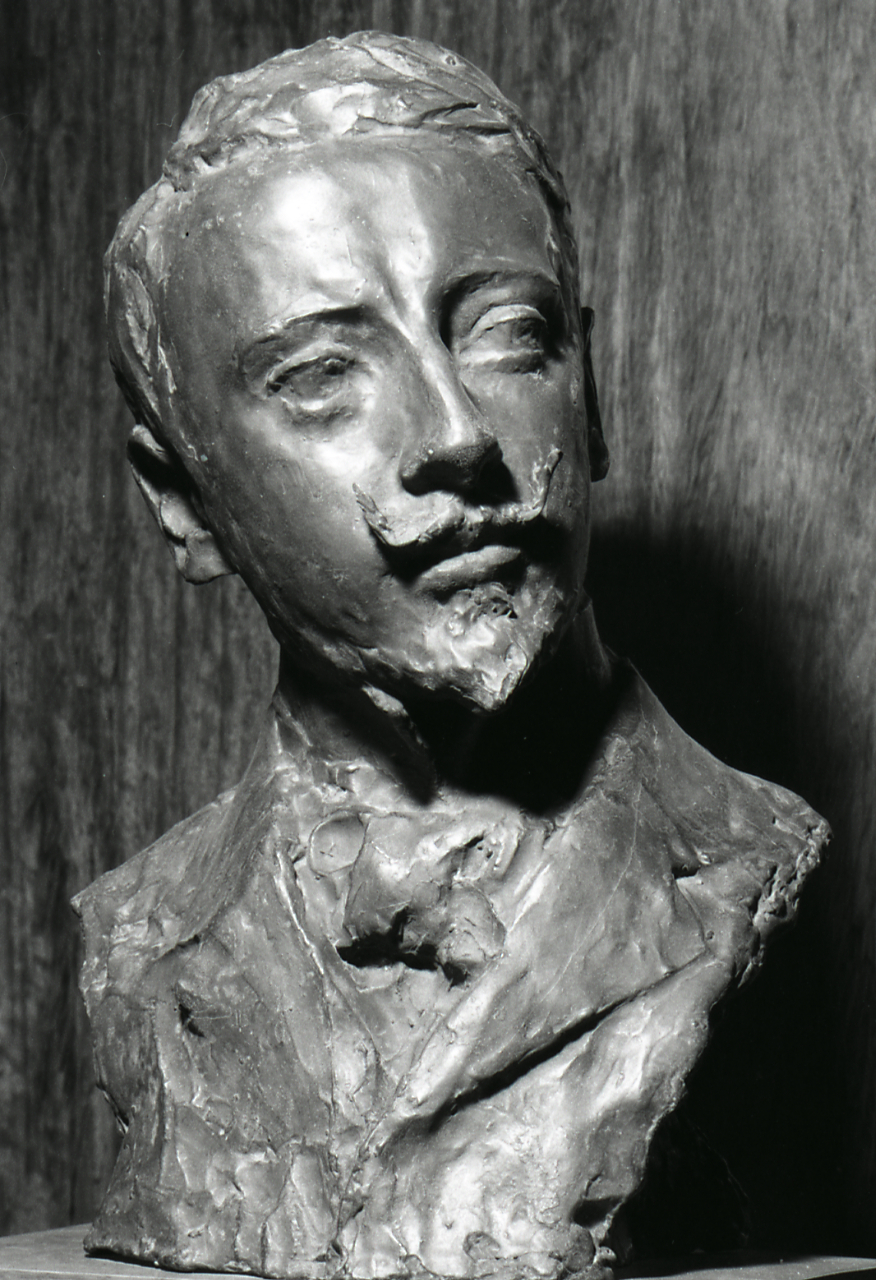
Gabriele D’Annunzio (1892)
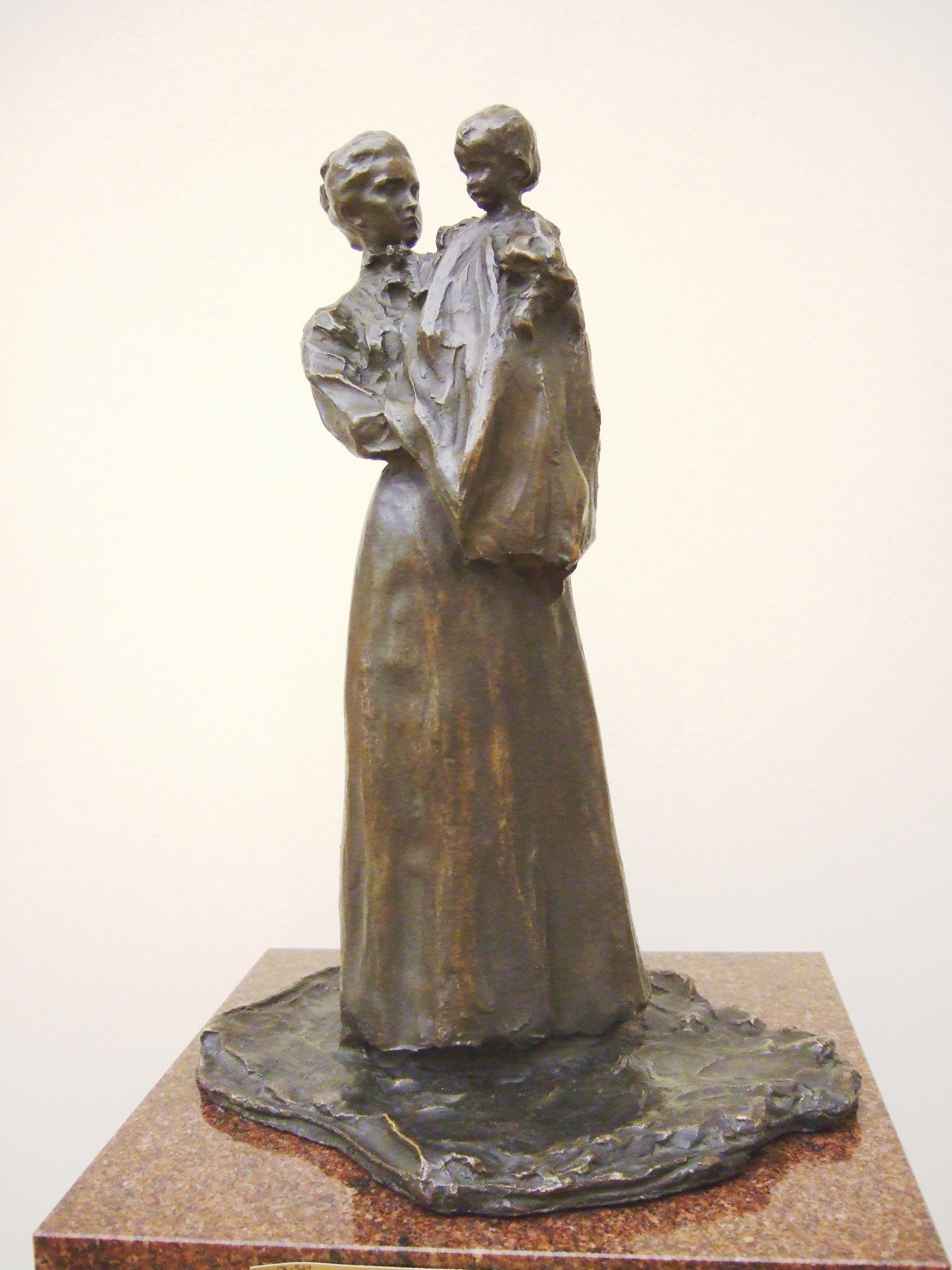
Fürstin M. N. Gagarina mit Tochter Marina (1898)
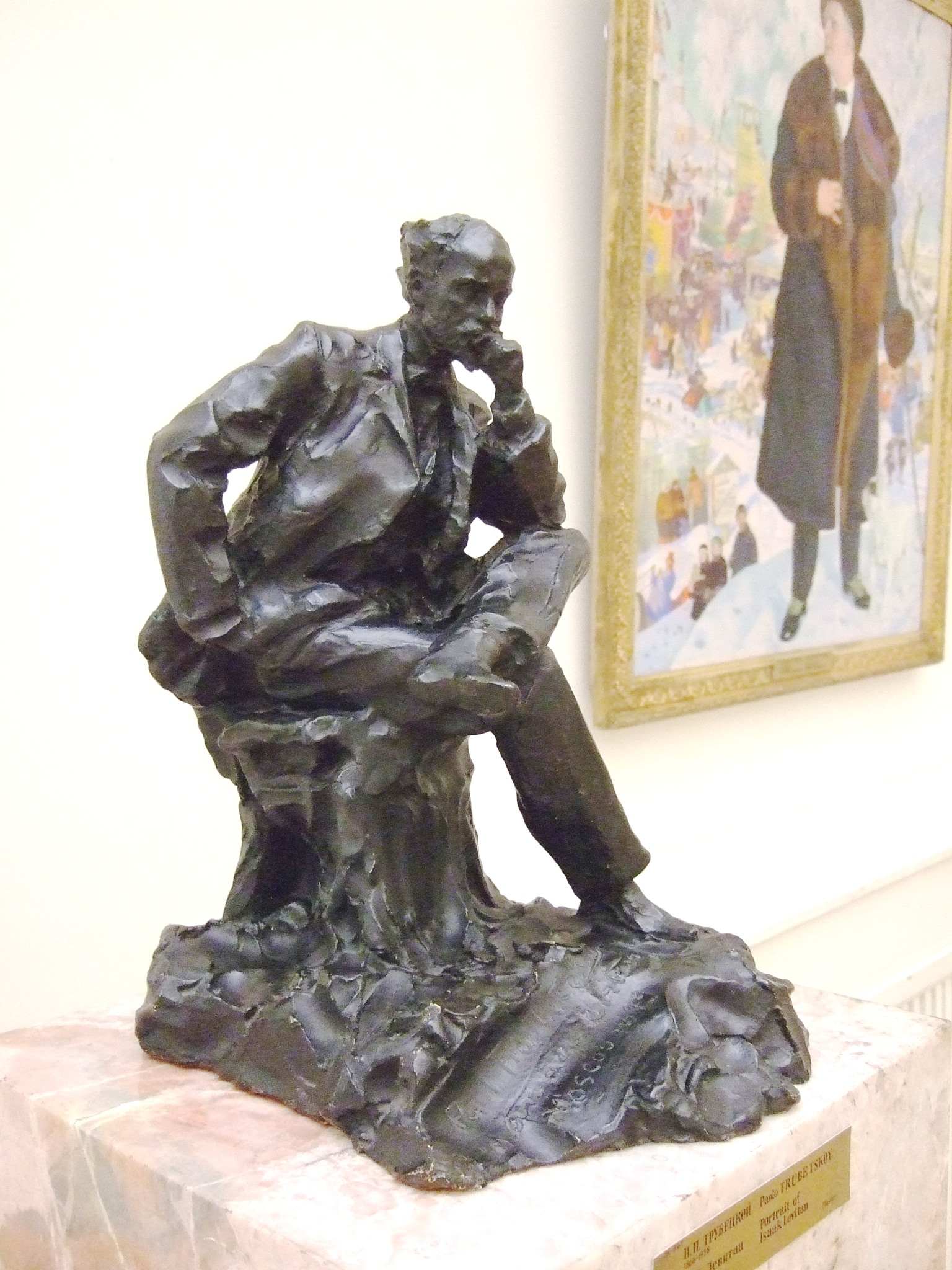
Isaak Lewitan (1899)
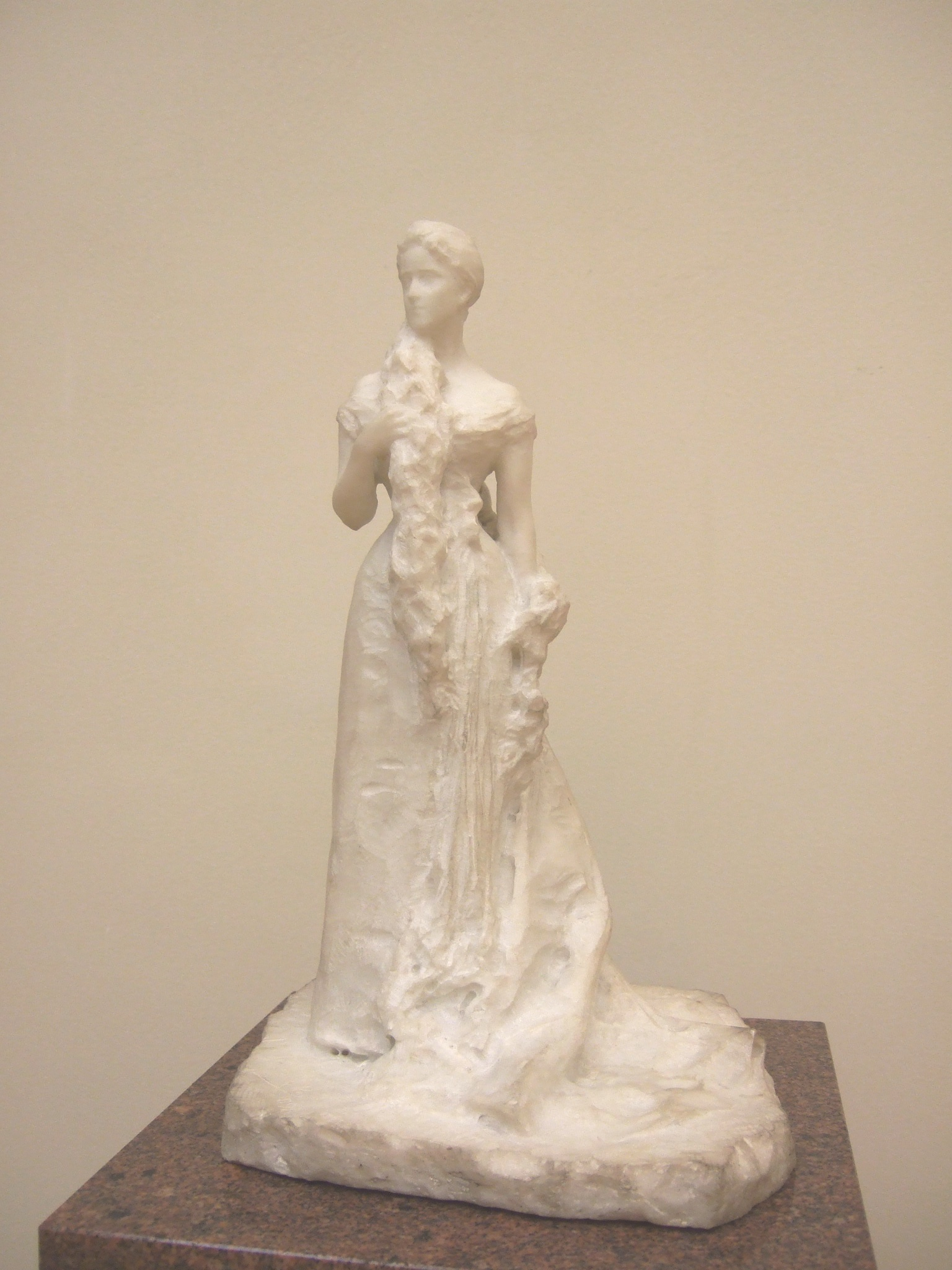
Großfürstin Jelisaweta Fjodorowna (1899)
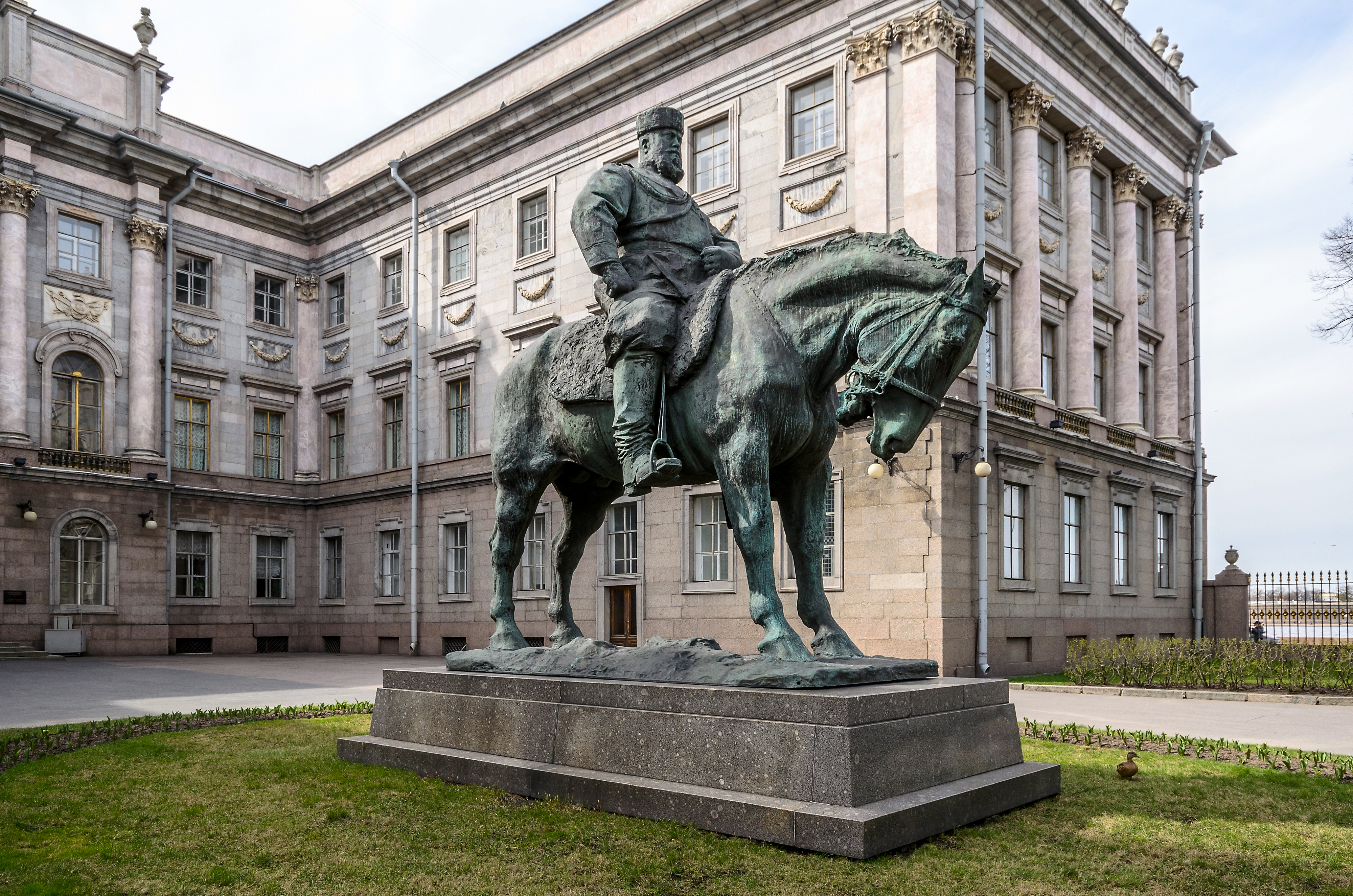
Denkmal Alexanders III., St. Petersburg
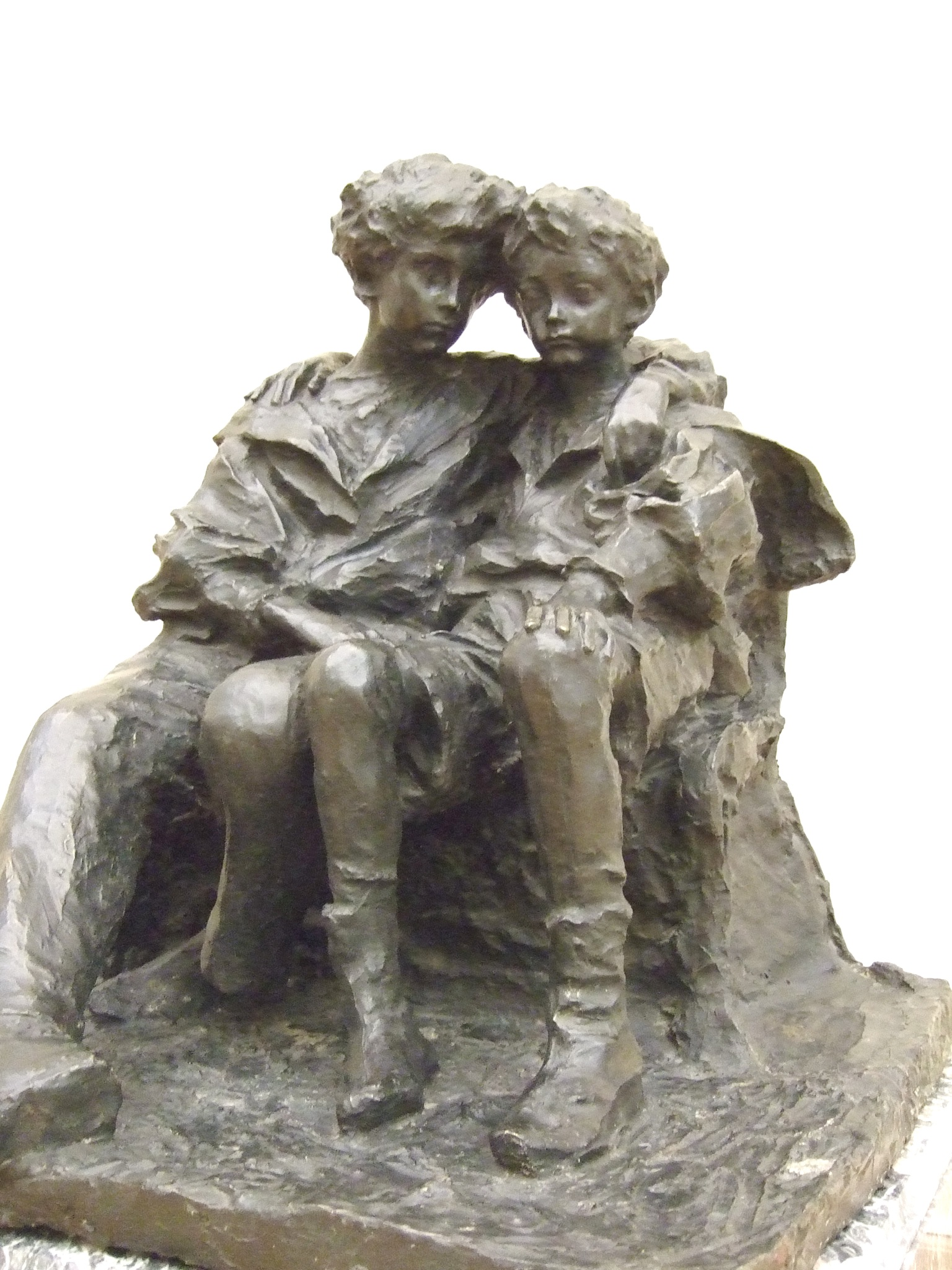
N. S. und W. S. Trubezkoi (1900)
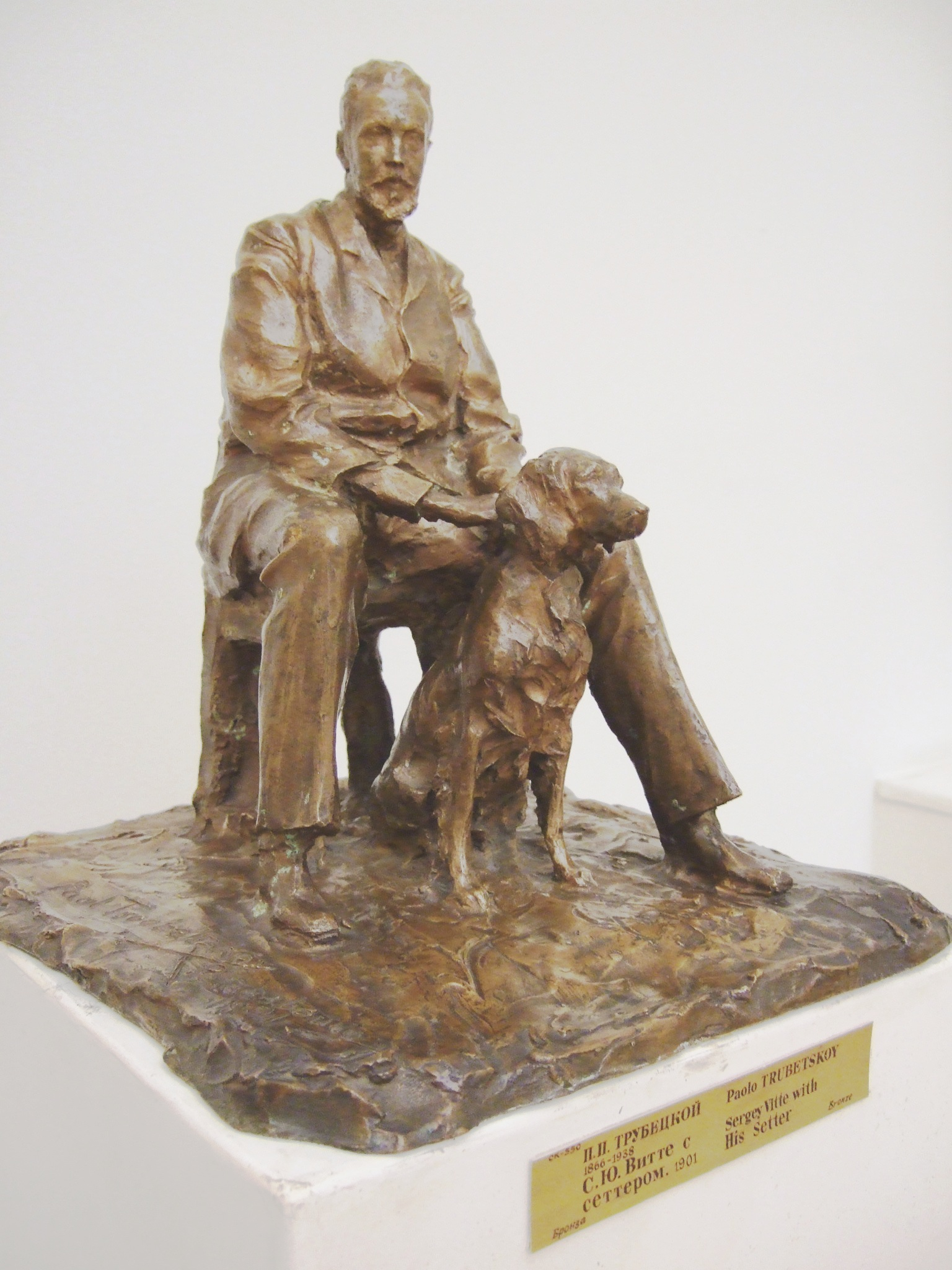
Sergei Juljewitsch Witte (1901)
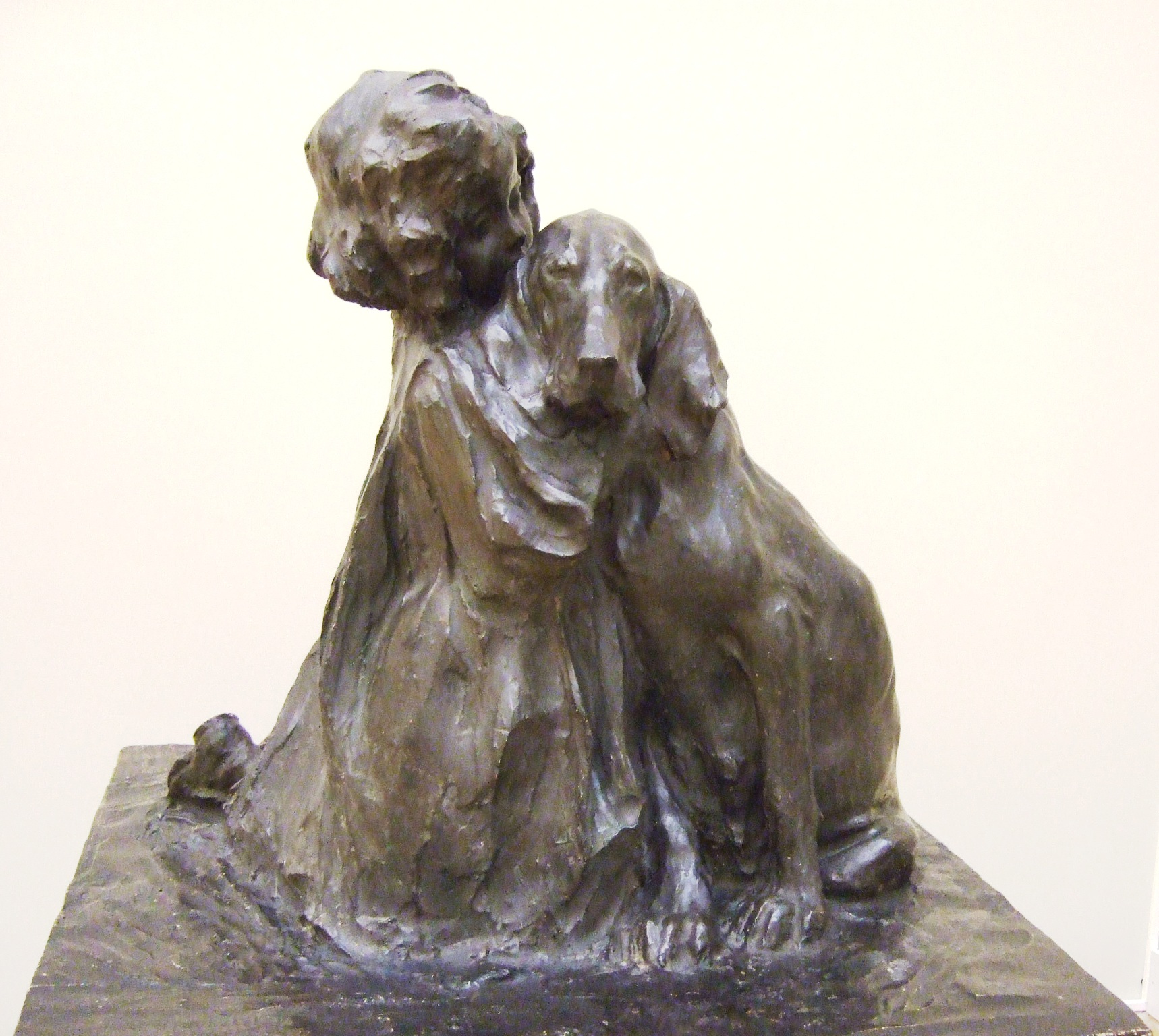
Freunde (1901)
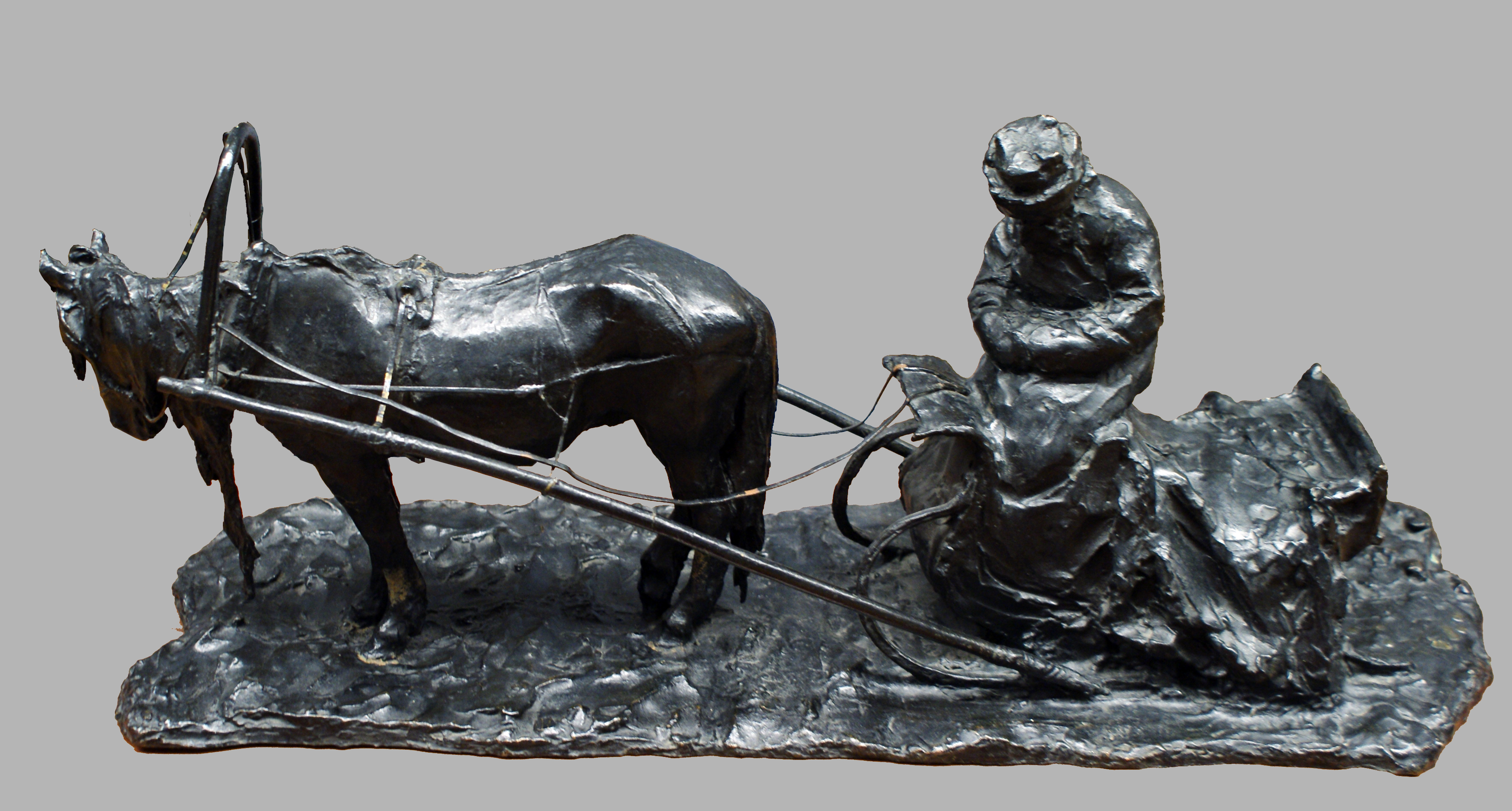
Moskauer Droschke (1906)
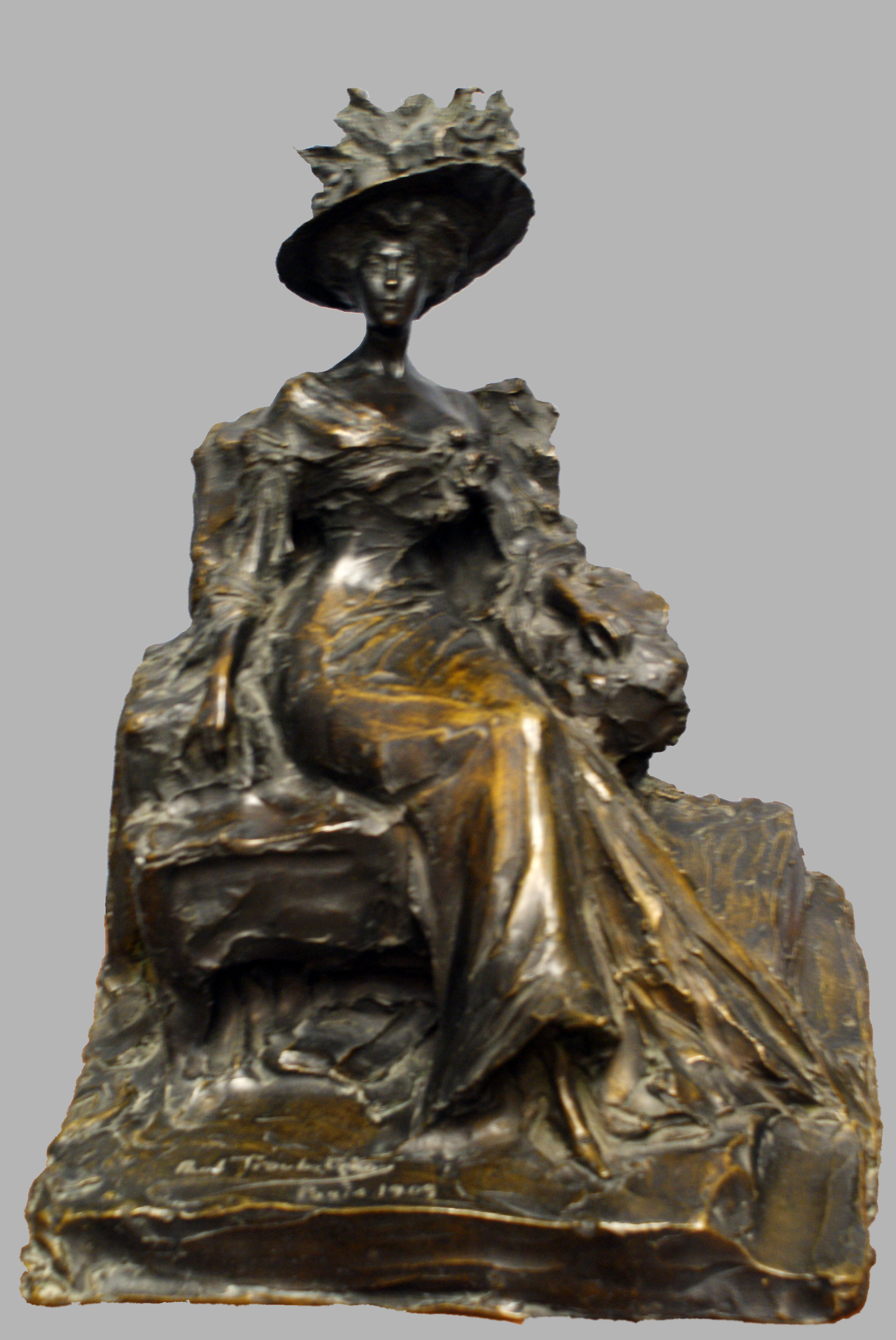
Sitzende Dame (Fürstin W. K. Arlowa ?) (1909)
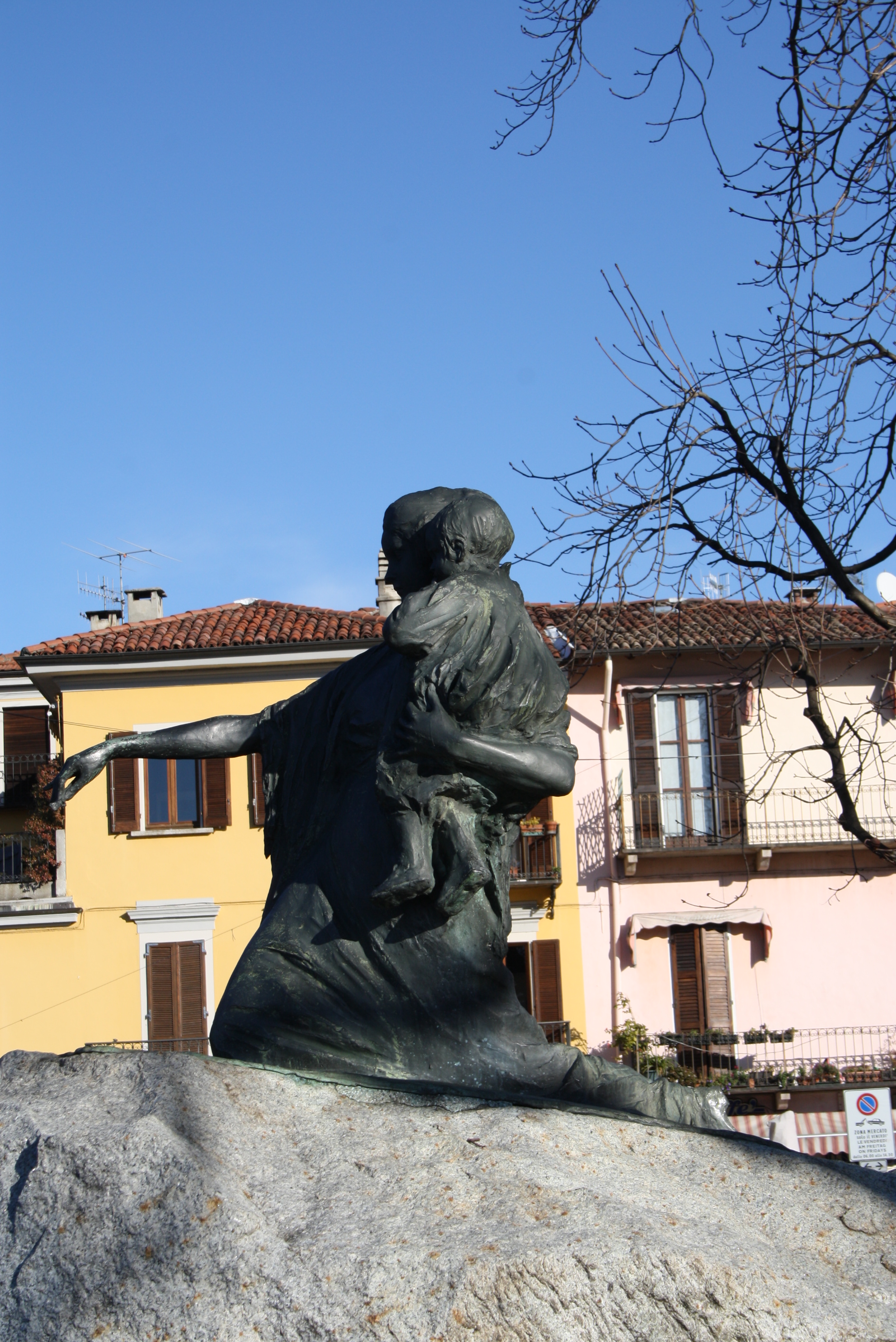
Denkmal für die Gefallenen, Verbania Pallanza
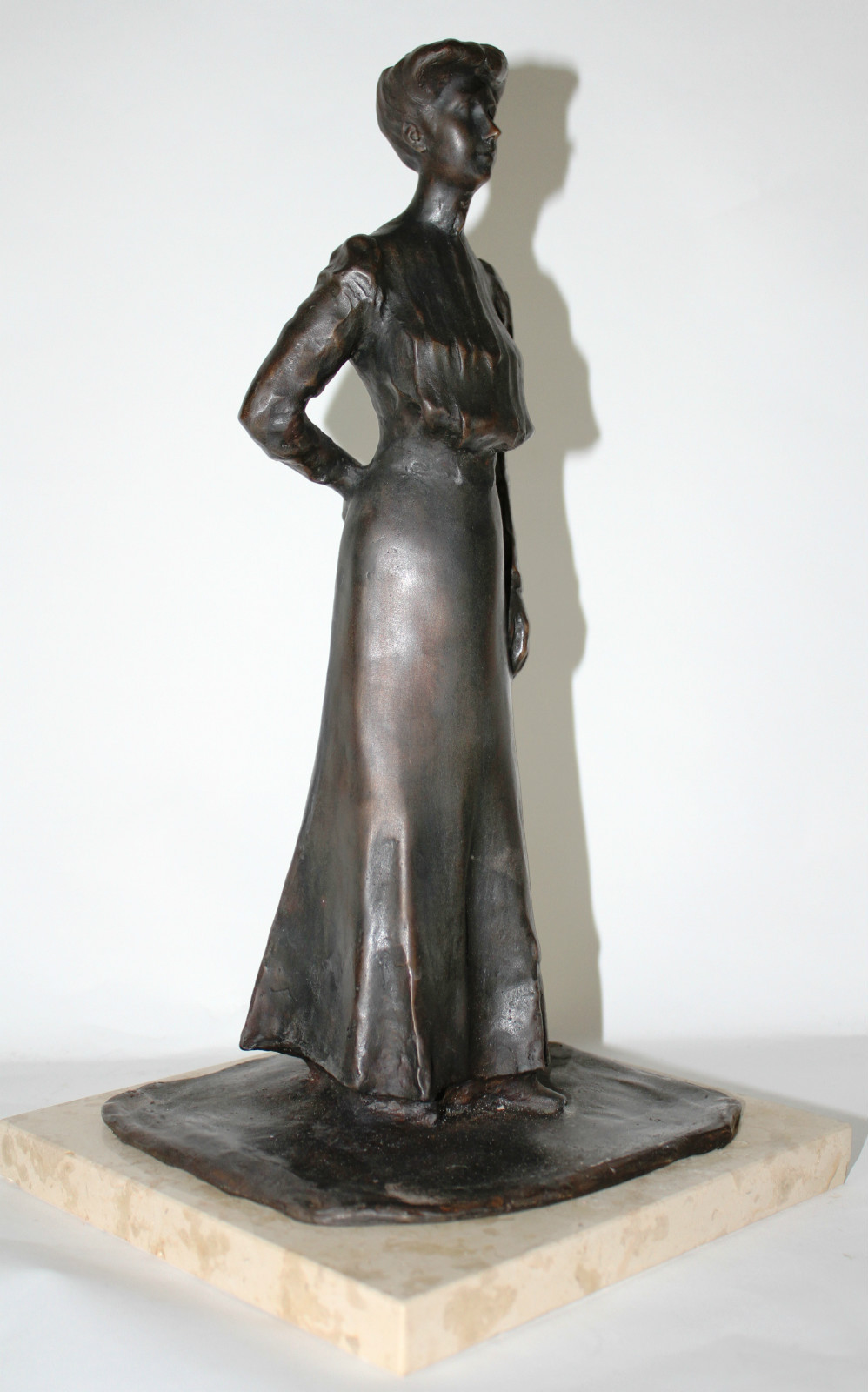
Stehende Frau (1927)